# Hysterochelifer tuberculatus
Hysterochelifer tuberculatus es una especie de arácnido del orden Pseudoscorpionida de la familia Cheliferidae. Son subespecies:
- Hysterochelifer tuberculatus tuberculatus
- Hysterochelifer tuberculatus ibericus

## Distribución geográfica
Se encuentra en Europa y en Israel.